# Lac de Dabel
Le lac de Dabel (Dabeler See) est un lac du Mecklembourg en Allemagne du nord-est qui se trouve dans le territoire de la commune de Dabel (arrondissement de Ludwigslust-Parchim), le village de Dabel étant lui-même sur la rive ouest. Sa rive orientale est bordée de forêts. Sa superficie est de 32 hectares, sa largeur de 615 mètres (ouest-est) et sa longueur de 675 mètres (nord-sud). Le lac de Dabel est alimenté par le lac de Holzendorf et se déverse au sud-est dans le lac de Kleinpritz.

## Source
- (de) Cet article est partiellement ou en totalité issu de l’article de Wikipédia en allemand intitulé « Dabeler See » (voir la liste des auteurs).